# Forschungsstationen in der Antarktis

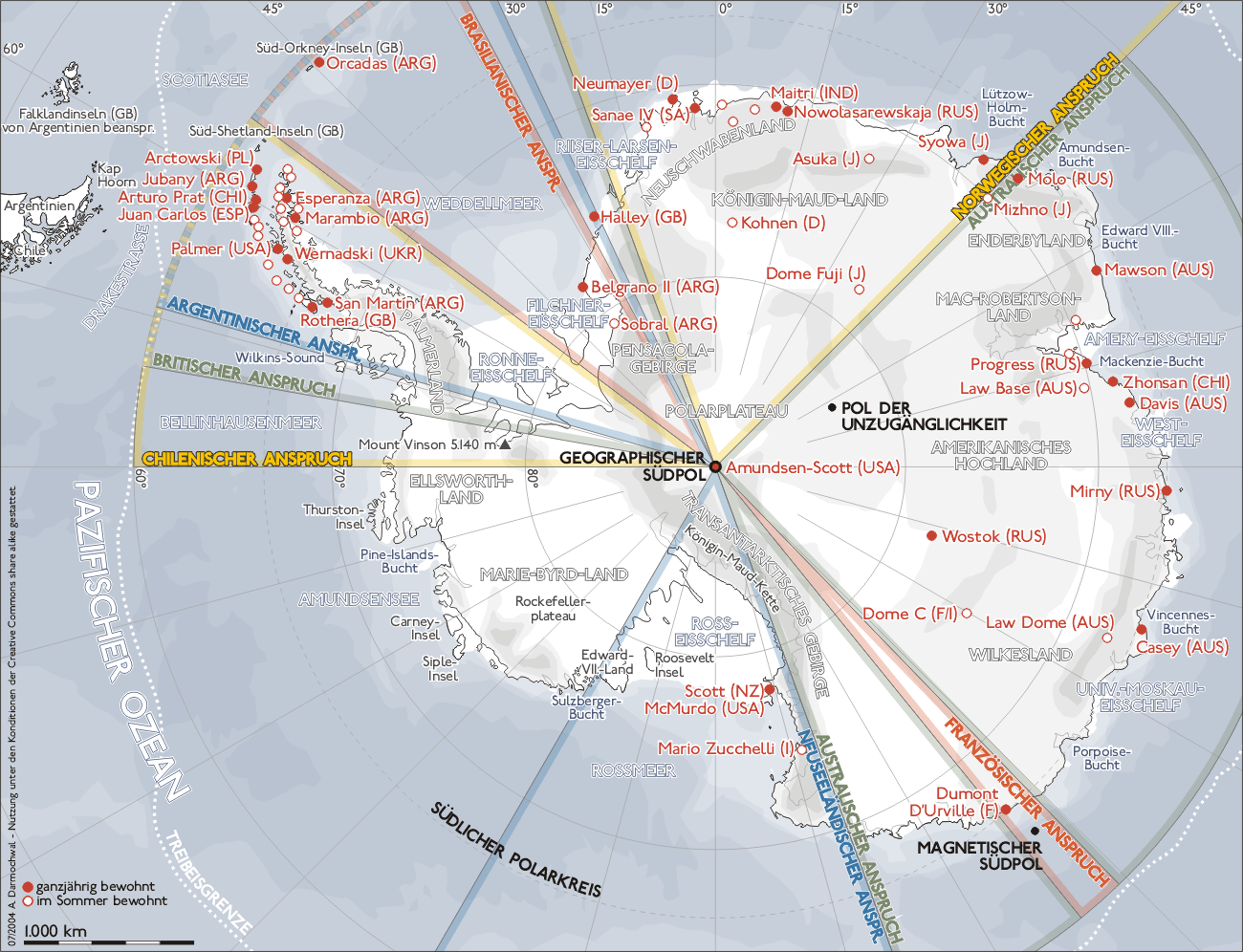
Forschungsstationen in der Antarktis und Markierung von Gebietsansprüchen

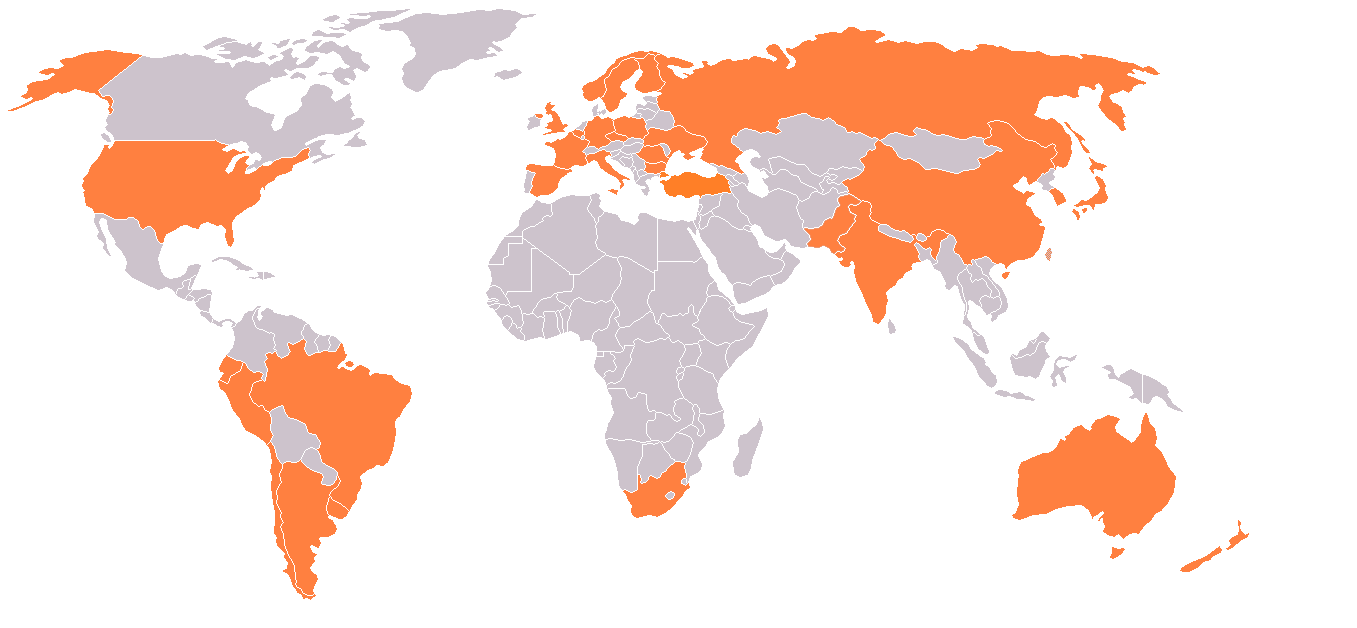
Staaten mit ganzjährigen oder saisonalen Forschungsstationen in der Antarktis

Forschungsstationen in der Antarktis bestehen seit 1903. Von den 57 Vertragsstaaten des Antarktis-Vertrags betreiben 55 Staaten mindestens eine Forschungsstation (Stand 2024). Ungefähr die Hälfte der Forschungsstationen ist ganzjährig (mit Winter gekennzeichnet) besetzt, während die übrigen nur im antarktischen Sommer genutzt werden. Die Zahl der Personen, die in der Antarktis und den nahe gelegenen Inseln wissenschaftliche Forschung betreiben und unterstützen, variiert zwischen etwa 5000 im Sommer und etwa 1000 im Winter.

## Geschichte
Mit dem „Wettlauf zum Südpol“ im Jahr 1912 sind bereits frühzeitig Walfangstationen und Forschungslager eingerichtet worden. Diese hatten einerseits ein wirtschaftliches und ein tatsächliches wissenschaftliches Interesse, andererseits jedoch Gebietsansprüche der verschiedenen Staaten zu markieren. In den 1930er Jahren gab es auch militärische Operationen im antarktischen Gebiet. Ab den 1950er Jahren setzte weltweit ein starkes Interesse an der Erforschung der Antarktis ein und die wissenschaftlichen Einrichtungen der Länder begannen mit systematischer Arbeit auf dem sechsten Kontinent. So kam es zur Eröffnung immer neuer Forschungsstationen, die nach ihrer Lage auf dem eigentlichen Kontinent (Antarktika) und auf vorgelagerten Inseln unterschieden werden.
Die Amundsen-Scott-Südpolstation ist eine US-amerikanische Forschungsstation. Sie wurde nach den beiden Südpolpionieren Roald Amundsen und Robert Falcon Scott benannt und liegt in 2835 m Höhe auf dem Inlandeis von Antarktika, wenige hundert Meter vom geographischen Südpol entfernt. Die Forschungsstation wurde 1956 für das Internationale Geophysikalische Jahr gegründet und mehrmals erweitert.

## Stationen außerhalb des Antarktischen Kontinents
Diese liegen auf Inseln zwischen dem 40. und 60. südlichen Breitengrad.
| Stationsname                 | Land                   | Eröffnung | Betrieb    | Ort                         | Bemerkungen                                                                    |
| ---------------------------- | ---------------------- | --------- | ---------- | --------------------------- | ------------------------------------------------------------------------------ |
| Macquarieinsel               | Australien             | vor 1987  | ganzjährig | 54° 30′ 0″ S, 158° 56′ 0″ O | [ 4 ]                                                                          |
| Campbell Island              | Neuseeland             | vor 1987  | ganzjährig | 52° 33′ S, 169° 9′ O        |                                                                                |
| Alfred-Faure-Station         | Frankreich             | 1964      | ganzjährig | 46° 26′ S, 51° 52′ O        | Île de la Possession, eine Insel der Crozetinseln                              |
| Bird Island Research Station | Vereinigtes Königreich | 1957      | ganzjährig | 54° 0′ S, 38° 3′ W          | Bird Island auf der gleichnamigen Insel vor der Westspitze Südgeorgiens        |
| Gough Island                 | Südafrika              | 1956      | ganzjährig | 40° 21′ S, 9° 53′ W         | Auf der Gough-Insel                                                            |
| Port-aux-Français (PAF)      | Frankreich             | 1951      | ganzjährig | 49° 21′ S, 70° 12′ O        | Halbinsel Courbet, Kerguelen                                                   |
| Martin-de-Viviès-Station     | Frankreich             | 1950      | ganzjährig | 37° 50′ S, 77° 34′ O        | Amsterdam-Insel                                                                |
| Marion                       | Südafrika              | 1947      | ganzjährig | 46° 53′ S, 37° 52′ O        | Auf der Marion-Insel, eine Insel der Prinz-Edward-Inseln                       |
| King Edward Point            | Vereinigtes Königreich | 1925      | ganzjährig | 54° 17′ S, 36° 30′ W        | Cumberland East Bay, Südgeorgien. Zuerst wurde die Einrichtung Base M genannt. |

## Stationen inOstantarktika
Die meisten Stationen liegen an oder in der Nähe der Ozeane, nur sehr wenige im Inneren des Kontinents.

### Stationen amAtlantischen Ozean
Diese liegen zwischen dem Weddellmeer und der Lützow-Holm-Bucht.
| Stationsname                 | Land                   | Eröffnung               | Betrieb              | Ort                          | Bemerkungen |
| ---------------------------- | ---------------------- | ----------------------- | -------------------- | ---------------------------- | --- |
| Neumayer III                 | Deutschland            | 2009                    | ganzjährig           | 70° 41′ S, 8° 16′ W          | Ekström-Schelfeis (Atka-Bucht, Weddellmeer); auf neuartiger Konstruktion, die angehoben werden kann                                                                            |
| Prinzessin-Elisabeth-Station | Belgien                | 2009                    | ganzjährig           | 71° 34′ S, 23° 12′ O         | Königin-Maud-Land: Utsteinen landeinwärts der Breid Bay. Erste Arbeiten zur Errichtung dieser Station, die jedoch nur zeitweilig benutzt werden konnte, begannen bereits 1958. |
| Tor                          | Norwegen               | 1992                    | Sommer               | 71° 53′ 20″ S, 5° 9′ 30″ O   | Svarthamaren, Königin-Maud-Land |
| Jinnah Antarctic Station     | Pakistan               | 1991                    | Sommer               | 70° 24′ S, 25° 45′ O         | Königin-Maud-Land |
| Troll                        | Norwegen               | 1990                    | seit 2002 ganzjährig | 72° 0′ 0″ S, 2° 32′ 0″ O     | Königin-Maud-Land |
| Svea                         | Schweden               | 1990                    | Sommer               | 74° 35′ S, 11° 13′ W         | Im Königin-Maud-Land in der Gebirgskette Heimefrontfjella. Auch 2009 noch in Betrieb.                                                                                          |
| Wasa                         | Schweden               | 1988/89                 | Sommer               | 73° 3′ S, 13° 25′ W          | Königin-Maud-Land |
| Maitree (auch Maitri)        | Indien                 | 1988                    | ganzjährig           | 70° 46′ 40″ S, 11° 44′ 30″ O | Schirmacher-Oase. Der Name der Station heißt übersetzt Freundschaft. In der ersten Saison überwinterten hier bereits 26 Personen.                                              |
| SANAE I                      | Südafrika              | vor 1987                |                      | 70° 18′ S, 2° 25′ W          | |
| Belgrano II                  | Argentinien            | 5. Feb. 1979            | ganzjährig           | 77° 52′ S, 34° 37′ W         | Nunatak Bertrab, am Weddellmeer. War als Ersatz für die aufzugebende Station Belgrano I eingerichtet worden.                                                                   |
| König Baudouin Basis         | Belgien                | 1957–1961, 1964–1967/68 | Sommer               | 70° 26′ S, 25° 45′ O         | Königin-Maud-Land an der Riiser-Larsen-See, ab 1964 wenige hundert Meter entfernt die Neue König Baudouin Basis                                                                |
| Nowolasarewskaja             | Russland               | 1961                    | ganzjährig           | 70° 56′ 0″ S, 11° 50′ 0″ O   | Schirmacher-Oase, Königin-Maud-Land |
| SANAE IV                     | Südafrika              | 1959                    | ganzjährig           | 71° 40′ S, 2° 51′ W          | Vesleskarvet (Ahlmann Ridge) |
| Halley (Base Z)              | Vereinigtes Königreich | 1956                    | ganzjährig           | 75° 35′ S, 26° 40′ W         | Brunt-Schelfeis am Weddellmeer |
| SANAE E-Base                 | Südafrika              | 19??                    | Sommer               | 70° 18′ S, 2° 24′ W          | |

### Stationen amIndischen Ozeansüdlich vonAfrika
Diese liegen zwischen der Lützow-Holm-Bucht und dem MacKenzie-Meer.
| Stationsname           | Land       | Eröffnung | Betrieb    | Ort                       | Bemerkungen                                                                          |
| ---------------------- | ---------- | --------- | ---------- | ------------------------- | ------------------------------------------------------------------------------------ |
| Sojus                  | Russland   | 1982      | Sommer     | 70° 21′ S, 68° 28′ O      | Wilkesland                                                                           |
| Mizuho                 | Japan      | 1970      | Sommer     | 70° 41′ S, 44° 19′ O      | Königin-Maud-Land, Grenzbereich zum Enderbyland                                      |
| Molodjoschnaja-Station | Russland   | 1962      | ganzjährig | 67° 40′ S, 45° 50′ O      | Enderbyland                                                                          |
| Shōwa (Syowa)          | Japan      | 1957      | ganzjährig | 69° 0′ 0″ S, 39° 35′ 0″ O | Ost-Ongul-Insel. Dient hauptsächlich der wissenschaftlichen Begleitung des Walfangs. |
| Mawson                 | Australien | 1954      | ganzjährig | 67° 36′ S, 62° 52′ O      | Holme Bay, Mac-Robertson-Land                                                        |

### Stationen am Indischen undPazifischen Ozean
Diese liegen am Indischen Ozean bis zum Pazifischen Ozean in der Nähe der Datumsgrenze am Kap zum Rossmeer.
| Stationsname           | Land                | Eröffnung    | Betrieb    | Ort                          | Bemerkungen |
| ---------------------- | ------------------- | ------------ | ---------- | ---------------------------- | --- |
| Bharati                | Indien              | 2012         | ganzjährig | 69° 24′ 25″ S, 76° 11′ 43″ O | Larsemann Hills |
| Zhongshan              | Volksrepublik China | 1989         | ganzjährig | 69° 22′ 16″ S, 76° 22′ 11″ O | Halbinsel Broknes, Larsemann Hills |
| Progress               | Russland            | 1989         | ganzjährig | 69° 22′ 44″ S, 76° 23′ 13″ O | Larsemann Hills, Princess-Elizabeth-Land |
| Druschnaja 4           | Russland            | 1. Jan. 1987 | Sommer     | 69° 44′ 9″ S, 73° 42′ 6″ O   | Ingrid-Christensen-Küste, Princess-Elizabeth-Land. Bis zum 18. April 1995 war die Station ganzjährig in Nutzung, seitdem ist sie nur noch im Sommer besetzt. |
| Ruskaja                | Russland            | vor 1987     | ganzjährig | 74° 46′ S, 136° 51′ O        | |
| Law Dome               | Australien          | 198?         | Sommer     | 66° 53′ S, 113° 15′ O        | |
| Law Dome Summit        | Australien          | 1986         |            | 66° 44′ S, 112° 50′ O        | (Automatische Wetterstation) |
| Law Base               | Australien          | 1986         | Sommer     | 69° 23′ S, 76° 23′ O         | Larsemann Hills |
| Casey                  | Australien          | 1959         | ganzjährig | 66° 17′ S, 110° 32′ O        | Vincennes Bay auf der Ardery-Insel. Die Forscher untersuchten vor allem die Vogelwelt des Gebietes und hatten dazu auch Biologen aus den Niederlanden zu Gast, die sich speziell mit Studien der Ökologie von Riesensturmvögeln befassten. In der Saison 1986/87 wurde die Station umfassend rekonstruiert. |
| Davis                  | Australien          | 1957         | ganzjährig | 68° 35′ S, 77° 58′ O         | Ingrid-Christensen-Küste, Princess-Elizabeth-Land |
| Mirny                  | Russland            | 1956         | ganzjährig | 66° 33′ S, 93° 1′ O          | Küste der Davissee |
| DDU (Dumont d’Urville) | Frankreich          | 1956         | ganzjährig | 66° 40′ S, 140° 1′ O         | Pétrel-Insel, eine Insel des Géologie-Archipels |

### Stationen amRossmeer
| Stationsname    | Land                                      | Eröffnung                      | Betrieb    | Ort                         | Bemerkungen |
| --------------- | ----------------------------------------- | ------------------------------ | ---------- | --------------------------- | --- |
| Qinling-Station | Volksrepublik China                       | 2024                           | ganzjährig | 74° 56′ S, 163° 43′ O       | |
| Jang-Bogo       | Südkorea                                  | 10. Feb. 2014                  | ganzjährig | 74° 37′ S, 164° 12′ O       | Liegt in der Terra-Nova-Bay, Viktorialand |
| Hallett Station | Neuseeland                                | vor 1987                       |            | 72° 19′ 0″ S, 170° 19′ 0″ O | |
| Mario Zucchelli | Italien                                   | 1985                           | Sommer     | 74° 41′ 42″ S, 164° 7′ 0″ O | Rossmeer-Gebiet, Viktorialand in der Terra Nova Bay. 1985 wurde im Rahmen der zweiten italienischen Antarktisexpedition mit dem Aufbau der Station begonnen, die anfangs nur für den Sommerbetrieb genutzt werden konnte und den Namen Terra-Nova-Station erhielt. Die Station belegt eine Fläche von 650 Quadratmeter und umfasst 12 Einzelcontainer, die für Wohnen, als Magazine, Laboratorien und Versorgungszwecke dienen. Die Forscher absolvierten ein umfassendes Programm von geologischen, vulkanologischen, atmosphärischen und klimatischen Untersuchungen. Des Weiteren beschäftigen sie sich mit Meeresuntersuchungen, Erdmagnetismus und der Tierwelt des Gebietes. Im Dezember 1987 begann der Ausbau für eine ganzjährige Nutzung der Station. |
| Gondwana        | Deutschland                               | 1983                           | Sommer     | 74° 38′ S, 164° 13′ O       | Wurde für spezielle geologische Forschungen des Transantarktischen Gebirges an der Terra-Nova-Bay am Rossmeer eingerichtet und betrieben. Der Stationsname bezieht sich auf den Großkontinent Gondwana, den es bis etwa 180 mya gegeben hat. |
| Leningradskaja  | Sowjetunion, bei Wiedereröffnung Russland | 25. Feb. 1971 (bis 1991); 2007 | ganzjährig | 69° 30′ 0″ S, 159° 23′ 0″ O | Liegt an der Oates-Küste, Viktorialand. Die Forscher beschäftigten sich vor allem mit Meteorologie, Ozeanografie, Glaziologie und Magnetismus. Nach der Schließung im Jahr 1991 wurde die Station in der Saison 2007/08 wieder in Betrieb genommen. |
| Scott           | Neuseeland                                | 1957                           | ganzjährig | 77° 51′ S, 166° 45′ O       | Pram Point, Ross-Insel. Ein längerfristiger Forschungsschwerpunkt waren Pinguine, die Standorte der verschiedenen Tiere wurden exakt bestimmt und entlang der Küsten der Ross Dependencies erfolgte eine Zählung der Adeliepinguine im Rahmen des Internationalen Forschungsprogramms International Survey of Antarctic Seabirds (ISAS) in den Jahren 1981 bis 1987. − Nach 30 Jahren der Nutzung wurden die Hütten 1986/87 von Pioniereinheiten der neuseeländischen Armee modernisiert (Huts restoration project). |
| McMurdo         | Vereinigte Staaten                        | 1956                           | ganzjährig | 77° 51′ S, 166° 40′ O       | Hut-Point-Halbinsel. Die große etwa 3 km lange Flugzeugpiste aus Schnee und Eis trägt den eigenen Namen Williamsfield Airbase. Sie wird von mehreren Nationen genutzt. |

### Stationen im Inneren der Antarktis
| Stationsname              | Land                 | Eröffnung | Betrieb    | Ort                           | Bemerkungen |
| ------------------------- | -------------------- | --------- | ---------- | ----------------------------- | --- |
| Taishan-Station           | Volksrepublik China  | 2014      | Sommer     | 73° 52′ S, 76° 58′ O          | |
| Kunlun-Station            | Volksrepublik China  | 2009      | Sommer     | 80° 25′ S, 77° 7′ O           | |
| Dome C                    | Frankreich / Italien | 2003      | ganzjährig | 75° 6′ S, 123° 23′ O          | |
| Kohnen                    | Deutschland          | 2001      | Sommer     | 75° 0′ S, 0° 4′ O             | Nach Aufgabe der Filchner-Station mit den geborgenen Wohn- und Arbeitscontainern neu errichtet. |
| Concordia (Dome C)        | Frankreich / Italien | 1997      | Sommer     | 75° 6′ S, 123° 21′ O          | Dôme C |
| Dome Fuji                 | Japan                | 1995      | Sommer     | 77° 19′ S, 39° 42′ O          | |
| Wostok                    | Russland             | 1957      | ganzjährig | 78° 27′ S, 106° 51′ O         | Hier wurde die tiefste jemals auf der Erde gemessene Temperatur mit −89,2 °C ermittelt (Kältepol). Die Station wird im 21. Jh. gemeinsam von russischen, US-amerikanischen und französischen Forschern genutzt. |
| Amundsen-Scott South Pole | Vereinigte Staaten   | 1956      | ganzjährig | 89° 59′ 51″ S, 139° 16′ 22″ O | Südpol |

## Stationen inWestantarktika
Die Westantarktis weist zum südamerikanischen Kontinent. Ihr Ausläufer, die Antarktische Halbinsel, trennt Atlantik und Pazifik. Wegen der Nähe zu Feuerland und der weiten Ausdehnung nach Norden ist sie am leichtesten zu erreichen. Stationen lassen sich hier mit weniger Aufwand betreiben, weswegen es in dieser Region die meisten und auch die ältesten Stationen gibt.

### Stationen auf denSüdlichen Orkneyinselnund an der Ostküste derAntarktischen Halbinsel
am Weddellmeer
| Stationsname    | Land                   | Eröffnung     | Betrieb                         | Ort                  | Bemerkungen |
| --------------- | ---------------------- | ------------- | ------------------------------- | -------------------- | --- |
| Mendel          | Tschechien             | 22. Feb. 2008 | Sommer                          | 63° 48′ S, 57° 53′ W | James-Ross-Insel. Offizieller Name Mendelova polární stanice. Die Station besteht aus einem größeren Gebäude mit 9 Nebengebäuden, die saisonal für bis zu 20 Personen Platz bieten. |
| Drescher        | Deutschland            | 1989 (etwa)   | Sommer                          | 72° 50′ S, 19° 2′ O  | Es handelt sich um ein mobiles Eiscamp. |
| Marambio        | Argentinien            | 25. Sep. 1969 | Winter                          | 64° 14′ S, 56° 38′ W | Seymour-Insel. Vollständiger Name zuerst Base Aera Vicecomodoro Marambio. Die Station besteht aus 11 größeren Gebäuden, die Platz für bis zu 58 Personen bieten. Hier stehen ständig ein Propellerflugzeug und ein Hubschrauber für Forschungsflüge bereit. |
| Petrel-Station  | Argentinien            | 22. Feb. 1967 | Winter                          | 63° 28′ S, 56° 12′ W | Dundee-Insel, Kap Welchness. Seit 1953 gab es hier gelegentliche Nutzungen einer Schutzhütte. Offiziell wurde die Station mit dem vollständigen Namen Aeronaval Petrel erst 1967 eingeweiht. Bis 1974 diente sie nur als Marinebasisstation (Destacamento Naval Petrel), seit 1980 heißt sie nur noch Petrel. Die Station umfasst 10 Wohn- und Arbeitsgebäude für bis zu 15 Personen. |
| Matienzo        | Argentinien            | 15. März 1961 | Sommer                          | 64° 58′ S, 60° 4′ W  | Larseninsel. Zuerst als Base Conjunta Teniente (Tte.) Matienzo eröffnet, 1965 umbenannt in Base Antártica Matienzo. |
| Esperanza       | Argentinien            | 1952          | Winter                          | 63° 24′ S, 56° 59′ W | Punta Foca, bahia Esperanza. 1953 daneben eine militärische Station eröffnet (Destacamento Militar Esperanza), die 1964 in Base de Ejercito Esperanza umbenannt wurde. Im Jahr 1984 wurde der Stationsname erneut geändert, sie heißt seither Base Antartica Esperanza – Fortin Sargento Cabral. Ihr wissenschaftliches Augenmerk liegt auf meteorologischen Untersuchungen.          |
| Signy (Base H)  | Vereinigtes Königreich | 1947          | Winter; ab 1996 nur noch Sommer | 60° 43′ S, 45° 36′ W | Borge Bay, Signy Island, Südliche Orkneyinseln |
| Orcadas del Sur | Argentinien            | 1. April 1903 | Winter                          | 60° 44′ S, 44° 44′ W | Ibarguren-Isthmus von Laurie Island, Südliche Orkneyinseln |

### Stationen auf denSüdlichen Shetlandinseln(außerKing George Island) und an der Westküste derAntarktischen Halbinsel
an der Bellingshausensee
| Stationsname                                 | Land                   | Eröffnung                  | Betrieb              | Ort                          | Bemerkungen |
| -------------------------------------------- | ---------------------- | -------------------------- | -------------------- | ---------------------------- | --- |
| Wernadski                                    | Ukraine                | 1996                       | Sommer               | 65° 15′ S, 64° 16′ W         | Ehemalige britische Station Faraday auf der Galíndez-Insel, Antarktische Halbinsel |
| St. Kliment-Ochridski                        | Bulgarien              | 1988 (Schutzhütte), 1993   | Sommer               | 62° 38′ 29″ S, 60° 21′ 53″ W | Livingston-Insel, Südliche Shetlandinseln. Dies ist die provisorisch errichtete erste Station. |
| O’Higgins                                    | Chile / Deutschland    | 1948 / 1991                | seit 2010 ganzjährig | 63° 19′ 0″ S, 57° 54′ 0″ W   | Name der chilenischen Station ist Bernardo O’Higgins. Die deutsche Station wurde 1991 vom Deutschen Zentrum für Luft- und Raumfahrt (DLR) und dem Bundesamt für Kartographie und Geodäsie (BKG) gegründet und wird in enger Kooperation mit Chile betrieben. |
| Pedro Vicente Maldonado                      | Ecuador                | 1990                       | Sommer               | 62° 26′ S, 59° 45′ W         | Greenwich Island, Südliche Shetlandinseln |
| Gabriel-de-Castilla-Station                  | Spanien                | 1989                       | Sommer               | 62° 58′ 51″ S, 60° 41′ 0″ W  | Deception Island, Südliche Shetlandinseln. Im Rahmen der ersten spanischen Antarktisexpedition errichtet. Die Station bietet Platz für rund 30 Personen, hauptsächlich richten sich die Forschungsarbeiten auf den Fischbesatz, weil es auch um neue Fanggründe für die spanische Fischereiflotte geht. |
| St.-Kliment-Ohridski-Station                 | Bulgarien              | 1988                       | Winter               | 64° 46′ S, 64° 3′ W          | Im Rahmen der 33. Sowjetischen Antarktisexpedition waren vier Spezialisten mitgereist, die auf der Livingston-Insel zwei Fertigteilhäuser als erste bulgarische Forschungsstation aufgestellt hatten. Sie erhielt den Namen Hemus. In der folgenden Saison wurde die eigentliche Station auf dem Alexander-I.-Land errichtet. Die Forschungen konzentrierten sich auf geologische Untersuchungen, darüber hinaus wurden auch Aufgaben der Geophysik und Meteorologie wahrgenommen. Die Station wird nicht in jeder Saison besetzt. |
| Juan-Carlos-I.-Station                       | Spanien                | 1988                       | Sommer               | 62° 39′ S, 60° 23′ W         | Livingston-Insel, Südliche Shetlandinseln. Die Komponenten der Station wurden in Finnland gebaut und können rund 30 Überwinterer aufnehmen. Ihre Forschungen umfassen Meteorologie, Biologie, Geologie und Vulkanologie. |
| Luis Carvajal Villarroel (Teniente ~)        | Chile                  | 1985                       |                      | 67° 45′ S, 68° 55′ W         | Adelaide-Insel. Diese Antarktisstation ist eine frühere britische Einrichtung mit dem alten Namen Base T, die von 1961 bis 1977 benutzt wurde. Sie dient als Flugbasis für Einsätze im Inneren des antarktischen Territoriums und wurde inoffiziell bereits 1983 in Betrieb genommen. |
| Adelaida                                     | Chile                  | 1984                       | Winter               | 67° 46′ S, 68° 54′ W         | Dient hauptsächlich als Stützpunkt der chilenischen Luftwaffe. |
| Primavera                                    | Argentinien            | 8. März 1977               | Sommer               | 64° 9′ S, 60° 57′ W          | Kap Primavera |
| Rothera                                      | Vereinigtes Königreich | 1975                       | Winter               | 67° 34′ S, 68° 7′ W          | Rothera Point, Adelaide-Insel |
| Palmer                                       | Vereinigte Staaten     | 1965                       | Winter               | 64° 46′ S, 64° 3′ W          | Anvers-Insel |
| Camara                                       | Argentinien            | 1. Apr. 1953               | Sommer               | 62° 36′ S, 59° 54′ W         | Livingston-Insel, Südliche Shetlandinseln. Zunächst als Station Bahia Luna eröffnet, 1955 in Camara umbenannt. |
| Brown, Estacion Cientifica Almirante (Alte.) | Argentinien            | 1951                       | Sommer               | 64° 53′ S, 62° 52′ W         | Punta Proa, Bahía Puerto Paraíso. Seit 1955 im argentinischen Antarktisforschungsprojekt. Von Dezember 1960 bis 1964 Umbau von einer Marinestation zur Forschungsstation und mit neuem Namen wieder eröffnet. Im April 1984 durch ein Großfeuer fast vollständig abgebrannt und einige Zeit unbewohnbar. |
| Videla: GGV Gabriel González Videla          | Chile                  | 1951                       | Sommer               | 64° 49′ S, 62° 51′ W         | |
| San Martín, General (Gral.)                  | Argentinien            | 1950; 1976 wieder eröffnet | Winter               | 68° 8′ S, 67° 4′ W           | Barry-Insel, an der Margarethen-Bucht. Am 27. Dezember 1960 geschlossen, 1973/74 und 1974/75 nur im Sommer besetzt. |
| Decepción-Station, Destacamento Naval        | Argentinien            | 1948                       | Sommer               | 62° 59′ S, 60° 43′ W         | Deception Island, Südliche Shetlandinseln; Marine-Basisstation |
| Melchior, Destacamento Naval                 | Argentinien            | 31. März 1947              | Sommer               | 64° 20′ S, 62° 59′ W         | Gammainsel (Melchior-Inseln), Marinebasisstation |
| Arturo-Prat-Station                          | Chile                  | 1947                       | Winter               | 62° 30′ S, 59° 41′ W         | Greenwich Island, Südliche Shetlandinseln. |
| Luis Risopatron                              | Chile                  | 19??                       | Sommer               | 62° 22′ S, 59° 40′ W         | Robert Island, Südliche Shetlandinseln |

### Stationen auf King George Island
| Stationsname                                                   | Land                        | Eröffnung     | Betrieb                                     | Ort                          | Bemerkungen |
| -------------------------------------------------------------- | --------------------------- | ------------- | ------------------------------------------- | ---------------------------- | --- |
| Escudero                                                       | Chile                       | 1995          | Winter                                      | 62° 11′ S, 58° 58′ W         | King George Island, Südliche Shetlandinseln |
| Dallmann                                                       | Deutschland                 | 1994          | Sommer                                      | 62° 14′ 16″ S, 58° 39′ 52″ W | Annex der argentinischen Carlini-Station auf King George Island |
| Machu Picchu                                                   | Peru                        | 1989          | Sommer                                      | 62° 5′ S, 58° 28′ W          | Am Ende der Admiraltybucht |
| König-Sejong-Station                                           | Südkorea                    | 17. Feb. 1988 | Winter                                      | 62° 13′ S, 58° 47′ W         | King George Island. Die Eröffnung der ersten südkoreanischen Antarktisstation wurde mit der Herausgabe einer Sonderbriefmarke am Eröffnungstag gewürdigt. |
| Große Mauer (Chang Cheng)                                      | Volksrepublik China         | 15. Feb. 1985 | Winter                                      | 62° 13′ S, 58° 58′ W         | King George Island. Die Station (chinesische Umschrift Changcheng) wurde mit großem personellen und materiellen Aufwand ganz in der Nähe der polnischen Station (Arctowski), der chilenischen Station (Marsh) und der brasilianischen Station (Ferraz) errichtet. Sie besteht aus zwei Hauptgebäuden mit insgesamt 37 Räumen bei 350 m², einer meteorologischen Beobachtungsstation, vier Nebengebäuden und enthält einen 20 Meter hohen Funkmast sowie einen Hubschrauberlandeplatz. Erster Leiter dieser Station wurde Guo Kung. Erst ab 1986 erfolgte eine Erweiterung zur Ganzjahresnutzung. |
| Artigas                                                        | Uruguay                     | 1984          | Sommer*                                     | 62° 11′ S, 58° 51′ W         | King George Island, an der östlichen Maxwell Bay. Bei der Inbetriebnahme der Station wurden drei aus Neuseeland gelieferte Containerhütten aufgestellt, von denen zwei miteinander verbunden werden können. Die Station ist ganzjährig mit acht Personen besetzt, im Sommer sind es bis zu 60. |
| Comandante Ferraz                                              | Brasilien                   | 6. Feb. 1984  | Winter                                      | 62° 5′ S, 58° 23′ W          | King George Island. Sie wurde im Januar 1984 von 12 Militärangehörigen und weiteren Spezialisten im Rahmen der zweiten brasilianischen Antarktisexpedition errichtet. Die Stationsbauten bestehen aus Spezialstahl und können hydraulisch angehoben werden. Die Station belegt eine Gesamtfläche von 2600 m², auf der die Unterkünfte als Module stehen. Sie bietet Platz für 12 Wissenschaftler und einige Hilfskräfte. Die Versorgung erfolgt per Flugzeug über die chilenische Antarktisstation Teniente Marsh. Im März 1985 wurde die Station vorübergehend geschlossen, eine Überwinterung erfolgte erst ab der nächsten Saison. Im Februar 2012 wurde die gesamte Station durch ein Großfeuer vollständig zerstört, bei dem zwei Militärangehörige starben. Die Helfer und Überlebenden sind in der benachbarten chilenischen Station untergebracht worden. |
| Villa Las Estrellas                                            | Spanien, übergeben an Chile | 1983          | Winter (80 Personen); Sommer (120 Personen) | 62° 12′ S, 58° 58′ W         | Es handelt sich um eine nur für zivile Zwecke eingerichtete Station, die ganz in der Nähe von Tte. Marsh liegt und ganze Familien beherbergt. |
| Arctowski                                                      | Polen                       | 1977          | Winter                                      | 62° 9′ S, 58° 28′ W          | Admiralty Bay, King George Island. Die polnischen Wissenschaftler richteten auf der Station eine botanische Samenbank ein, in der das genetische Material wertvoller Kulturpflanzen und wildwachsender Pflanzen aus der ganzen Welt tiefgekühlt lagert. |
| Base Presidente Eduardo Frei Montalva (Teniente Rodolfo Marsh) | Chile                       | 7. März 1969  | Winter                                      | 62° 12′ S, 58° 54′ W         | Die Station wurde von der Fuerza Aérea de Chile errichtet und am 7. März 1969 vom Namensgeber, dem damaligen chilenischen Staatspräsidenten Eduardo Frei Montalva, eingeweiht. Versorgt wird die Forschungsstation und das Dorf Villa Las Estrellas über den Teniente Rodolfo Marsh Martin Airport. |
| Bellingshausen                                                 | Russland                    | 1968          | Winter                                      | 62° 12′ 0″ S, 58° 58′ 0″ W   | Collins Harbour, King George Island |
| Carlini                                                        | Argentinien                 | 1953          | Winter                                      | 62° 14′ 0″ S, 58° 40′ 0″ W   | Potter Cove, King George Island, Südliche Shetlandinseln an der Maxwell Bay. Im Jahr 1953 hatte Argentinien an dieser Stelle eine Schutzhütte aufgebaut, die erst im Jahr 1982 zu einer festen dauerhaft bewohnbaren Forschungsstation wurde. In der Nähe gibt es aber noch immer Schutzhütten unter argentinischer Hoheit (Gurruchaga und Ballve). – Innerhalb eines Briefmarken-Motiv-Kleinbogens der argentinischen Post aus dem Jahr 1986 ist die Station Carlini dargestellt. |

## Ehemalige Stationen auf Antarktika und den antarktischen Inseln
| Stationsname                                   | Land                            | von              | bis           | Ort                        | Bemerkungen |
| ---------------------------------------------- | ------------------------------- | ---------------- | ------------- | -------------------------- | --- |
| Neumayer II                                    | Deutschland                     | 1993             | 2009          | 70° 39′ S, 8° 15′ W        | Ekström-Schelfeis (Atka-Bucht, Weddellmeer), unterirdisch, aufgegeben |
| Georg Forster                                  | Deutsche Demokratische Republik | 1. Juli 1987     | 1993          | 70° 47′ S, 11° 51′ O       | In der Schirmacher-Oase. Ein Basislaboratorium, das der sowjetischen Nowolasarewskaja-Station angegliedert war, diente bereits seit 1976 als gesonderte Unterkunft für DDR-Wissenschaftler. Es wurde durch die Akademie der Wissenschaften der DDR in eine eigenständige Forschungsstation umgewandelt und mit einem neuen Universalcontainer ausgestattet. Sie erhielt den Namen des deutschen Naturforschers Georg Forster. Es handelte sich zunächst um eine Gruppe von 12 Forschern und Technikern, die als Überwinterer in einem Metallcontainer wohnten und biologische und zoologische Untersuchungen speziell zu Verhaltens- und Bestandsveränderungen durchführten. Nach Aufgabe des Standortes wurden die Stationselemente bis 1996 vollständig abgebaut und abtransportiert. |
| Druschnaja 4                                   | Sowjetunion                     | 1987             |               |                            | |
| Druschnaja 3                                   | Sowjetunion                     | 1987             |               |                            | |
| World Park Base (Greenpeace-Station)           | Greenpeace                      | 1986/87          | 1992          | 77° 38′ S, 166° 25′ O      | In circa 50 km Abstand zur amerikanischen Station McMurdo, am Cape Evans am Rossmeer. Die Wohn- und Arbeitsgebäude bestehen aus Holz und sollen damit vorbildhaft biologisch abbaubar sein. Zu den jeweiligen Überwinterungsmannschaften gehören je vier Personen, die Leiter und die Mitarbeiter kommen aus verschiedenen Nationen und Fachrichtungen. Sie spezialisierten sich auf die Untersuchung von Umweltschäden, die durch den langjährigen Betrieb von Forschungsstationen in der Antarktis auftraten und auftreten. Schwerwiegende Umweltschäden wurden an der Station Scott-Base (ungereinigte Abwässer wurden ins Meer geleitet), an McMurdo (eine riesige Müllhalde, auf der auch technische Geräte mit PCB gelagert wurden und es wurde eine Verseuchung der Meeresbucht mit rund 200.000 Liter Treibstoff festgestellt, die aus undichten Tanks herausquollen), an der Station Dumont d’Urville (der Bau einer Landebahn wurde verhindert, die den Lebensraum von 75.000 Pinguinen gefährdet hätte), an der Station Leninsgradskaja (ein Mülllager mit chemischen Abfällen, Glas und Kunststoff wurde öffentlich gemacht) und schließlich wurde am Standort eines früheren Atomreaktors (Nukey Poo) erhöhte Radioaktivität gemessen. Greenpeace verfolgt mit allen diesen Expeditionen und Aktionen das Ziel, einen Beobachterstatus im Antarktisvertrag zu erhalten, um damit zum Erhalt des antarktischen Ökosystems beizutragen. |
| Eight station                                  | Vereinigte Staaten              | vor 1987         |               | 75° 14′ 0″ S, 77° 10′ 0″ O | |
| Dakshin Gangotri                               | Indien                          | 1984             | 1991          | 70° 5′ 0″ S, 12° 0′ 0″ O   | 1983 mit einem Team aus 82 Personen südlich der Station Nowolasarewskaja aufgebaut. Zurück blieben 12 Überwinterer, davon 3 Wissenschaftler. Leiter der Station war Oberleutnant S. S. Sharma. Im Sommer 1984 wurde die Station um drei Containerhütten erweitert und es wurden eine automatische Empfangsstation für Satelliten-Wetterdaten und eine HF-Sendeanlage installiert. Im Winter 1984/85 erledigte ein neues Wissenschaftlerteam weitere Arbeiten auf den Gebieten Meteorologie, Biologie, Molekularbiologie, Geologie und Ozeanographie, der neue Leiter war Oberstleutnant Kumaresh. |
| Biscoe, Campamento Punta ~                     | Chile                           | 1983             |               | 64° 49′ S, 63° 49′ W       | Ein Forschungsschwerpunkt war Geodäsie und Glaziologie. |
| Comodoro Guesalaga                             | Chile                           | 1983             |               | 67° 46′ S, 68° 54′ W       | [ 27 ] |
| Copper Mine                                    | Chile                           | 1983             |               | 62° 23′ S, 59° 40′ W       | [ 27 ] |
| Spring                                         | Chile                           | 1983             |               | 64° 18′ S, 61° 3′ W        | [ 27 ] |
| Druschnaja 2                                   | Sowjetunion                     | 13. Jan 1982     |               |                            | |
| Neumayer I                                     | Deutschland                     | 1981             | 1992          | 70° 37′ S, 8° 22′ W        | Ekström-Schelfeis (Atka-Bucht, Weddellmeer) |
| Belgrano III                                   | Argentinien                     | 30. Jan. 1980    | 15. Jan. 1984 | 77° 54′ S, 45° 37′ W       | Berkner-Insel. War als weiterer Ersatz für die aufzugebende Station Belgrano I eingerichtet worden, musste wegen Verfall des Eises aufgegeben werden. |
| Corbeta Uruguay                                | Argentinien                     | 1976             | 20. Juni 1982 | 59° 27′ S, 27° 19′ W       | Im Osten der Morrell-Insel, wo 1955 bereits die Sommerstation Refugio Teniente Esquivel errichtet wurde. Im Falklandkrieg von den Briten geräumt. |
| Druschnaja 1                                   | Sowjetunion                     | 1975             |               |                            | auf A23a |
| Siple-Station                                  | Vereinigte Staaten              | 1973             | 1989          | 75° 55′ S, 83° 57′ W       | Mit dem Ende der Antarktissaison 1988/89 wurde diese Station geschlossen, da ihre Gebäude immer tiefer im Eis versunken waren. |
| Leningradskaja                                 | Sowjetunion                     | 1971             | 1993          | 69°30' S / 159°23' O       | |
| Norge (Norway)                                 | Norwegen                        | 1971             |               | 70° 30′ S, 2° 52′ W        | Im Königin-Maud-Land |
| Asuka                                          | Japan                           | 1970             | 1991          | 71° 32′ 0″ S, 24° 8′ 0″ O  | Prinzessin-Ragnhild-Küste, Königin-Maud-Land. Das Asuka Camp war zunächst nur im antarktischen Sommer besetzt, 1986 wurde es für eine ganzjährige Nutzung ausgebaut. |
| Vanda-Station                                  | Neuseeland                      | 19. Oktober 1969 | 1995          | 77° 31′ S, 161° 40′ O      | bis 1974 Ganzjahresstation, ab 1976 bis zur Aufgabe Sommerstation |
| Plateau-Station                                | Vereinigte Staaten              | 13. Dez. 1965    | 29. Jan. 1969 | 79° 15′ S, 40° 34′ O       | |
| Sobral                                         | Argentinien                     | 2. Apr. 1965     | 1972          | 81° 4′ S, 40° 30′ W        | Auf dem Filchner-Ronne-Schelfeis in den Pensacola Mountains. Diese Station mit dem vollständigen Namen Base cientific de Ejercito Sobral war dem Südpol am nächsten gelegen und ganzjährig in Betrieb. |
| Yelcho                                         | Chile                           | 1963             | 1966          | 64° 52′ S, 63° 35′ W       | Whalers Bay, Deception Island, Südliche Shetlandinseln. Nach 1966 gelegentlich besetzt, beispielsweise 1983/84. |
| Pol der Unzugänglichkeit (Полюс недоступности) | Sowjetunion                     | 14. Dez. 1958    | 26. Dez. 1958 | 82° 6′ S, 54° 58′ O        | Es handelte sich um eine einzelne Unterkunft von 24 m² für vier Personen. Bei der Eröffnungsfeier der Station wurde auf einem benachbarten Felsen ein Lenindenkmal aufgestellt. − Lange nach der Aufgabe der Station wurde diese im Dezember 2007 für die Unterkunft von drei englischen Abenteurern genutzt, die den Pol der Unzugänglichkeit auf Skiern und mit Hilfe von Zugdrachen erreicht hatten. |
| Wostok 1                                       | Sowjetunion                     | 16. Dez. 1957    |               |                            | Durch die Station Wostok ersetzt. |
| Komsomolskaja                                  | Sowjetunion                     | 6. Nov. 1957     | 1962          | 74° 6′ S, 94° 30′ O        | Bis 1959 ganzjährig besetzt; 1962 aufgegeben. Auf dieser von den Sowjets verlassenen Station sollte im Zeitraum 1965/66 ein Team von neun schweizerischen Forschern im Verbund mit weiteren acht Personen in dem von der Schweizer Gesellschaft der Forscher und Polarfahrer und einer eigens gegründeten Genossenschaft Antarktisexpedition tätig werden. Doch bereits im Vorfeld musste die Genossenschaft im November 1963 Konkurs anmelden, so dass alle Planungen zerronnen. |
| Ellsworth-Station, Estacion Cientifica         | Argentinien                     | 24. Jan. 1957    | 1962          | 77° 43′ 0″ S, 41° 8′ 0″ W  | Von den USA eingerichtet und an Argentinien übergeben. |
| Byrd-Station                                   | Vereinigte Staaten              | 1. Jan 1957      | 2005          | 80° 1′ S, 119° 32′ W       | und ist nach dem US-amerikanischen Polarforscher Richard Evelyn Byrd benannt. |
| Oasis                                          | Sowjetunion ab 1959 Polen       | 15. Okt. 1956    | 21. Jan. 1959 | 66° 16′ S, 100° 45′ O      | 1959 übergeben an Polen, die die Forschungsstation unter dem Namen Anton B. Dobrowolski weiter betrieb. |
| Pionerskaja                                    | Sowjetunion                     | 17. Mai 1956     | 15. Jan. 1959 | 69° 40′ S, 95° 31′ O       | [ 38 ] |
| Belgrano-I                                     | Argentinien                     | 10. März 1955    | 30. Jan. 1980 | 77° 59′ S, 38° 44′ W       | Filchner-Ronne-Schelfeis. In der Saison 1964/65 umbenannt in Base de Ejercito Belgrano; musste geschlossen werden, da sie zu tief in das Eis eingesunken war. |
| Maudheim                                       | Norwegen                        | 15. Feb. 1950    | 1952          | 71° 3′ S, 10° 56′ W        | An der Norsel-Bucht gelegen. Die Station entstand durch gemeinsame Vorbereitungen britischer, norwegischer und schwedischer Forscher und Techniker. Sie setzten in diesem Lager Studien zur Meteorologie, Glaziologie, Geologie und Seismik fort, die bereits in den 1930er Jahren von Hjalmar Riiser-Larsen und Finn Lützow-Holm (1890–1950) in der Antarktis begonnen worden waren. |
| Port-Martin                                    | Frankreich                      | 20. Januar 1950  | 24. Jan. 1952 | 66° 49′ S, 141° 24′ O      | Vorläufer von Dumont d’Urville, beherbergte im Winter 11 (1950) bis 17 (1951) Personen, in der Nacht vom 23. auf 24. Januar 1952 durch Feuer zerstört. |
| Little America                                 | Vereinigte Staaten              | 1928             | 1958          | 78° 12′ S, 162° 12′ W      | Im Rahmen der ersten großen USA-Antarktisexpedition (Byrd Antarctic Expedition) eingerichtet. Als Geldgeber fungierten vor allem Rockefeller und Henry Ford. Vier Expeditionsschiffe, begleitet von zwei Walfangschiffen, transportierten 82 Expeditionsteilnehmer und die komplette Ausrüstung und Verpflegung sowie drei Flugzeuge und einen Helikopter zur Walfischbucht. Die Station wurde direkt auf der Eisbarriere der Bucht aufgestellt und umfasste 22 einzelne Bauten. Von hier aus erfolgte der erste Überflug des Südpols mit einem Flugzeug – der „Floyd Bennett“ mit dem amerikanischen Polarforscher Richard Evelyn Byrd sowie dem norwegischen Piloten, einem Fotografen und einem Assistenten an Bord. Am 29. November 1929 wurde die amerikanische Flagge direkt über dem Pol abgeworfen. In späteren Jahren (ab 1946) wurden weitere US-amerikanische Stationen in der AA errichtet, die die laufenden Nummern II bis V erhielten. |